# 超絶短詩
超絶短詩は、篠原資明により提唱された史上最短の詩型。ひとつの語句を、擬音語・擬態語を含む広義の間投詞と、別の語句とに分解するという規則による。たとえば、「嵐」なら「あら　詩」、「赤裸々」なら「背　きらら」、「哲学者」なら「鉄が　くしゃ」となる。さらに篠原は、さまざまな応用も試みている。もっとも手の込んだものは、小倉百人一首の各短歌を複数の超絶短詩に分解した『百人一滝』(2003年)であろう。この試みにもとづく展覧会やカルタ製作も行われた。なお、篠原によれば、超絶短詩もまた、方法詩の一環をなす。方法詩とは、新たな型を自ら提案し、その型に即して詩作するというものである。